# Foetorepus kamoharai
Foetorepus kamoharai är en fiskart som beskrevs av Nakabo, 1983. Foetorepus kamoharai ingår i släktet Foetorepus och familjen sjökocksfiskar. Inga underarter finns listade i Catalogue of Life.